# Strage di Nahr Abi Futrus
La strage di Naḥr Abī Fuṭrus fu un eccidio perpetrato dal primo Califfo abbaside Abū l-ʿAbbās al-Saffāḥ immediatamente dopo la morte in battaglia dell'ultimo Califfo omayyade, Marwan II, per mano del suo esercito.
Un banchetto, apparentemente di riconciliazione, fu da lui organizzato sulle sponde del fiume Abū Fuṭrus, l'odierno Yarkon vicino Petah Tiqwa.
Ad esso presero parte 60 esponenti della famiglia omayyade e di quella hascemita. Di costoro la guardia armata della Khurāsāniyya, su esortazione dello zio paterno del Califfo, ʿAbd Allāh b. ʿAlī, e col consenso del nipote, ne trucidarono ben 58. A sfuggire alla morte furono solo 2 dei partecipanti, mentre qualcuno, come ʿAbd al-Raḥmān b. Muʿāwiya (il futuro Emiro di al-Andalus ʿAbd al-Raḥmān I), avendo subodorato la probabilità di un tranello, aveva evitato di accettare l'invito.

Uno dei due scampati fu il figlio del Califfo omayyade ʿUmar II (l'unico a sfuggire alla damnatio memoriae abbaside, per la spiccata pietas mostrata nel corso del suo breve Califfato), che invocò e ottenne la protezione dell'abbaside Dāwūd ibn ʿAlī. 
In modo giudicato macabro e d'inaudita ferocia dagli stessi musulmani delle generazioni successive, Abū l-ʿAbbās fece stendere sui cadaveri delle pelli, banchettando poi sopra i corpi, alcuni dei quali ancora agonizzanti, mentre veniva allietato dai versi di Sudayf b. Mahrān b. Maymūn, che aveva incitato alla mattanza il Califfo.

I cadaveri furono poi abbandonati nella strada, esposti agli animali, e infine ciò che restava di essi fu scaraventato in una fossa comune.